# Volumen Plus
Volumen Plus es un DVD lanzado al mercado en diciembre de 2002 por la cantante y compositora islandesa Björk. Este DVD está formado por 7 videoclips correspondientes a los tres últimos álbumes: Homogenic, Vespertine y Greatest Hits.
Volumen Plus recoge dos videoclips incluidos en Greatest Hits – Volumen 1993–2003 más cinco no incluidos en el anterior trabajo.
Los vídeos están dirigidos por varios directores entre los cuales se encuentran; Spike Jonze, Chris Cunningham.

## Lista de canciones
| Volumen plus |                       |                                                   |          |  |
| N.º          | Título                | Director                                          | Duración |  |
| 1.           | «Alarm Call»          | Alexander McQueen                                 |          |  |
| 2.           | «All Is Full of Love» | Chris Cunningham                                  |          |  |
| 3.           | «Hidden Place»        | M/M Paris - Inez van Lamsweerde y Vinoodh Matadin |          |  |
| 4.           | «Pagan Poetry»        | Nick Knight                                       |          |  |
| 5.           | «Cocoon»              | Eiko Ishioka                                      |          |  |
| 6.           | «It's in Our Hands»   | Spike Jonze                                       |          |  |
| 7.           | «Nature Is Ancient»   | Lynn Fox                                          |          |  |